# Césarée de Maurétanie
Pour les articles homonymes, voir Césarée (homonymie).
Césarée de Maurétanie ou Caesarea ou encore Iol-Caesarea, actuelle Cherchell, est une ancienne ville sur la côte méditerranéenne de l'Algérie. Initialement connue sous le nom de Iol elle est rebaptisée Caesarea sous le roi berbère Juba II dont elle était la capitale. C'est alors l’une des plus importantes cités du littoral occidental de l'Afrique du Nord antique.

## Histoire

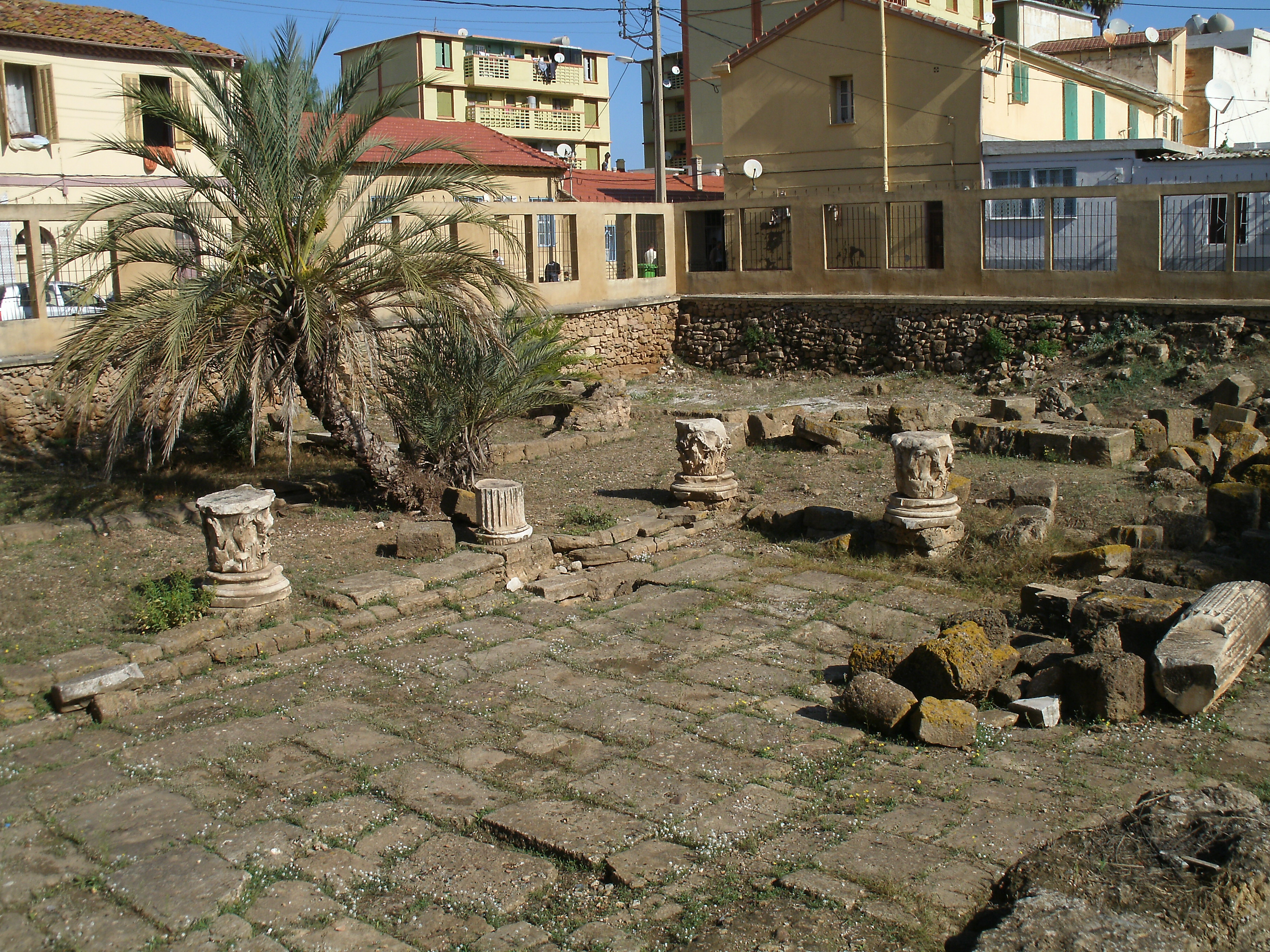
Le forum à Cherchell.

La ville fut fondée au IVe siècle av. J.-C. par les Phéniciens sous le nom Iol ou Jol. D’abord intégrée au royaume de Numidie, Iol passa sous le contrôle de la Maurétanie après la chute de Jugurtha en 105 av. J.-C.. La ville fut rebaptisée en 25 av. J.-C. par Juba II, sous le nom de Césarée de Maurétanie (Caesarea Mauretaniae), et devient un centre de l'hellénisme en Afrique du Nord.
Juba II fit de sa capitale une ville importante, entourée d’une enceinte et conçue selon les principes de l’urbanisme hellénistico-romain. Ses statues de types hellénistiques d’une qualité exceptionnelle et les mosaïques de ses maisons – plus tardives – manifestaient l’opulence de la couche dirigeante. Des ruines de temples et monuments romains témoignent de cette période. 
La ville qu’édifia Juba II était entourée d’une enceinte : un mur continu de 4 460 m, peut-être complété par un rempart de mer, entourait 370 ha. Seule la partie nord de l’espace ainsi délimité, c’est-à-dire le plateau littoral large à cet endroit de 400 m à 500 m, fut effectivement bâti. Le rempart sud avait été construit à une altitude voisine de 200 m sur le rebord du plateau qui domine la ville et tout un amphithéâtre de collines se trouvait inclus dans l’enceinte. 
Césarée fut dotée par son roi des édifices publics qui devinrent caractéristiques de la ville romaine. Son théâtre est, avec celui d’Utique, alors capitale de la province d’Afrique, le plus ancien d’Afrique du Nord et un des plus anciens de Méditerranée occidentale ; il est contemporain du théâtre de Marcellus à Rome. Son amphithéâtre est construit selon un plan particulier mû par le désir de disposer d’un édifice assez vaste pour donner des spectacles de combats de fauves ou de groupes de gladiateurs et en raison de la date précoce de sa construction. Après la mort de Juba, son fils Ptolémée prit le pouvoir mais il fut assassiné à Lugdunum en 40 apr. J.-C. par l’empereur Caligula et à partir de 40 apr. J.-C.,  Césarée fut la capitale de la province romaine de Maurétanie Césarienne, qui s’étend jusqu’à l’Océan Atlantique, puis reçut sous Claude les droits d'une colonie romaine.
Dès le IIe siècle, le christianisme était pratiqué à Caesarea. Dans l'Antiquité tardive, la ville fut un centre du donatisme.
Les vastes ruines de la ville se situent en dehors de la ville actuelle de Cherchell.

## Numismatique
La région de Iol-Caesarea comporte des vestiges monétaires. Trois groupes de typologie de monnaie ont été retrouvés dans la région. Une première comprenant des monnaies d'argent et de bronze sans mention, permettant sans doute de les rattacher à l'ancienne Iol. Un deuxième groupe comporte lui des monnaies sans mention également mais avec des effigies d'Octave Auguste. Sans mention de Juba II elles partagent néanmoins une même iconographie. Elles pourraient bien dater d'une période suivant son avènement. Leur attribution à Iol est conjecturale. Enfin, le troisième groupe comprend les frappes de l'atelier émetteur « Caesarea » ou « Situm Caesarea ». Elles sont à dater à la suite du changement de nom de la cité.